# The Chesterton Review
The Chesterton Review znanstveni je tromjesečnik Instituta za religiju i kulturu »Gilbert Keith Chesterton« Sveučilišta Seton Hall u New Jerseyu. Izlazi od 1974. godine, a ima i španjolsko, portugalsko, francusko i talijansko izdanje. Časopis donosi radove iz područja religiologije, književne kritike, bogoslovlja, povijesti umjetnosti te niza ostalih humanističkih znanosti. 
God 2019. objavljeno je posebno izdanje na temu Hrvatske i odjeku čestertonijanske misli u njoj.

## Vanjske poveznice
- Mrežno izdanje časopisa
- O časopisu na stranicama Sveučilišta Seton Hall
- Bibliometrijski podatci